# Rakousko-uherská okupace Bosny a Hercegoviny
Bosna a Hercegovina (srbochorvatsky Bosna i Hercegovina, turecky Bosna-Hersek, německy Bosnien und Herzegowina) byla mezi lety 1878 a 1908 osmanskou provincií (Bosenský vilájet). Pod rakousko-uherskou nadvládu se dostala v roce 1878 na základě usnesení Berlínského kongresu, který schválil okupaci bosenského vilájetu; ten oficiálně zůstal součástí Osmanské říše. O tři desetiletí později, v roce 1908, vyvolalo Rakousko-Uhersko bosenskou krizi formální anexí okupované zóny a vytvořením Kondominia Bosny a Hercegoviny pod společnou kontrolou Rakousko-Uherska.

## Historie
V roce 1875 vypuklo v Hercegovině (v okolí obce Nevesinje) povstání, které bylo vyvoláno přehmaty turecké administrativy při vybírání daní a které vyvolalo tzv. Velkou východní krizi. Ve dnech 13. června až 13. července 1878 bylo na Berlínském kongresu, který tuto krizi řešil, dohodnuto že Bosnu a Hercegovinu dočasně vojensky obsadí a bude spravovat Rakousko–Uhersko. Dne 29. července 1878 rakousko–uherské vojsko (XIII. armádní sbor) pod velením generála Josipa Filipoviće, který měl vrchní velení nad celou vojenskou operací, překročilo na několika místech řeku Sávu a zahájilo vojenskou operaci k obsazení Bosny. 
Generál Filipovič se svými jednotkami svedl několik bitev s bosenskými a osmanskými ozbrojenci (bitva u Maglaje, u Jajce či u Doboje). Po náročných pouličních bojích dobyl 19. srpna 1878 Sarajevo a převzal zde velení nově založené 2. armády. 31. července 1878 začal obsazovat Hercegovinu se svou divizí rakousko–uherský generál Stjepan (Stephan von) Jovanović, který dne 4. srpna 1878 vstoupil do Mostaru. Při okupaci Bosny a Hercegoviny se rakousko-uherská armáda setkávala s odporem místního muslimského obyvatelstva a i s odporem turecké armády. Obranu města Banja Luka proti tureckým vojskům řídil rakousko–uherský generálmajor českého původu Vojtěch Samec. Během okupace Bosny a Hercegoviny padlo téměř 10 tisíc rakousko–uherských vojáků. Rakousko–Uhersko dne 21. dubna 1879 uzavřelo s Osmanskou říší dohodu, kterou byla dokonaná okupace dodatečně uznána s tím, že Rakousko–Uhersku bylo přiznáno právo vojensky obsadit ještě Plevlji, Prijepolje a Bijelo Polje v Novopazarském sandžaku; formálně zůstávala nicméně Bosna stále tureckým svrchovaným územím.
 

Rakousko-Uhersko roku 1908 Bosnu a Hercegovinu anektovalo; proces přičleňování však nikdy nebyl dokončen, především vzhledem k následným událostem první světové války.

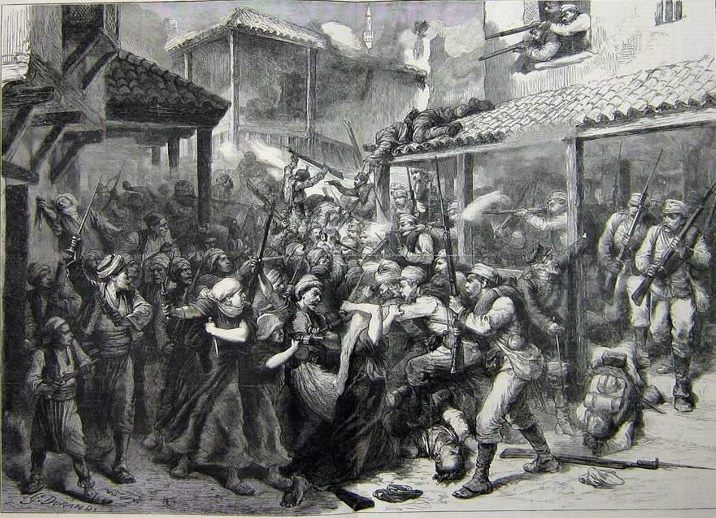
Muslimský odpor v Sarajevu vůči rakouskouherskému záboru roku 1878

## Územní členění
Bosna a Hercegovina se skládala z následujících jednotek, okruhů (a ty pak na chotáry). Správní dělení bylo převzato z dob Osmanské říše:
- Okrug Banja Luka (správním centrem Banja Luka)
- Okrug Bihać (správním centrem Bihać)
- Okrug Mostar (správním centrem Mostar)
- Okrug Travnik (správním centrem Travnik)
- Okrug Sarajevo (správním centrem Sarajevo)
- Okrug Zvornik/Donja Tuzla (správním centrem Donja Tuzla)

## Politika

### Společný ministr financí Rakouska-Uherska, do jehož kompetence spadala správa Bosny a Hercegoviny
- 14. 8. 1876–8. 4. 1880 Leopold Friedrich von Hofmann
- 8. 4. 1880–4. 6. 1882 József Szlávy
- 4. 6. 1882–13. 7. 1903 Benjámin Kállay
- 14. 7. 1903–24. 7. 1903 Agenor Gołuchowski
- 24. 7. 1903–12. 2. 1912 István Burián
- 12. 2. 1912–7. 2. 1915 Leo von Bilinski
- 7. 2. 1915–28. 11. 1916 Ernest von Koerber
- 28. 11. 1916–2. 12. 1916 István Burián
- 2. 12. 1916–22. 12. 1916 Konrad Hohenlohe
- 22. 12. 1916–7. 9. 1918 István Burián
- 7. 9. 1918–4. 11. 1918 Alexander Spitzmüller
- 4. 11. 1918–12. 11. 1918 Paul Kuh-Chrobak

### Zemský náčelník (šéf Zemské vlády pro Bosnu a Hercegovinu)
- 1878–1881 polní zbrojmistr Vilém Mikuláš Württemberský (1828–1896)
- 1881–1882 generál Hermann Dahlen von Orlaburg (1828–1887)
- 1882–1903 generál Johann von Appel (1826–1906)
- 1903–1907 generál Eugen von Albori (1838–1915)
- 1907–1909 generál Anton von Winzor (1844–1910)
- 1909–1911 generál Marijan Varešanin (1847–1917)
- 1911–1914 generál Oskar Potiorek (1853–1933)
- 1914–1918 generál Stjepan Sarkotić (1858–1939)

### Civilní adlatus (administrátor civilní správy)
- 1882–1886 Fedor Nikolić (1836–1903)
- 1887–1904 Hugo Kutschera (1847–1909)
- 1904–1912 Isidor Benko (1846–1925)

## Obyvatelstvo

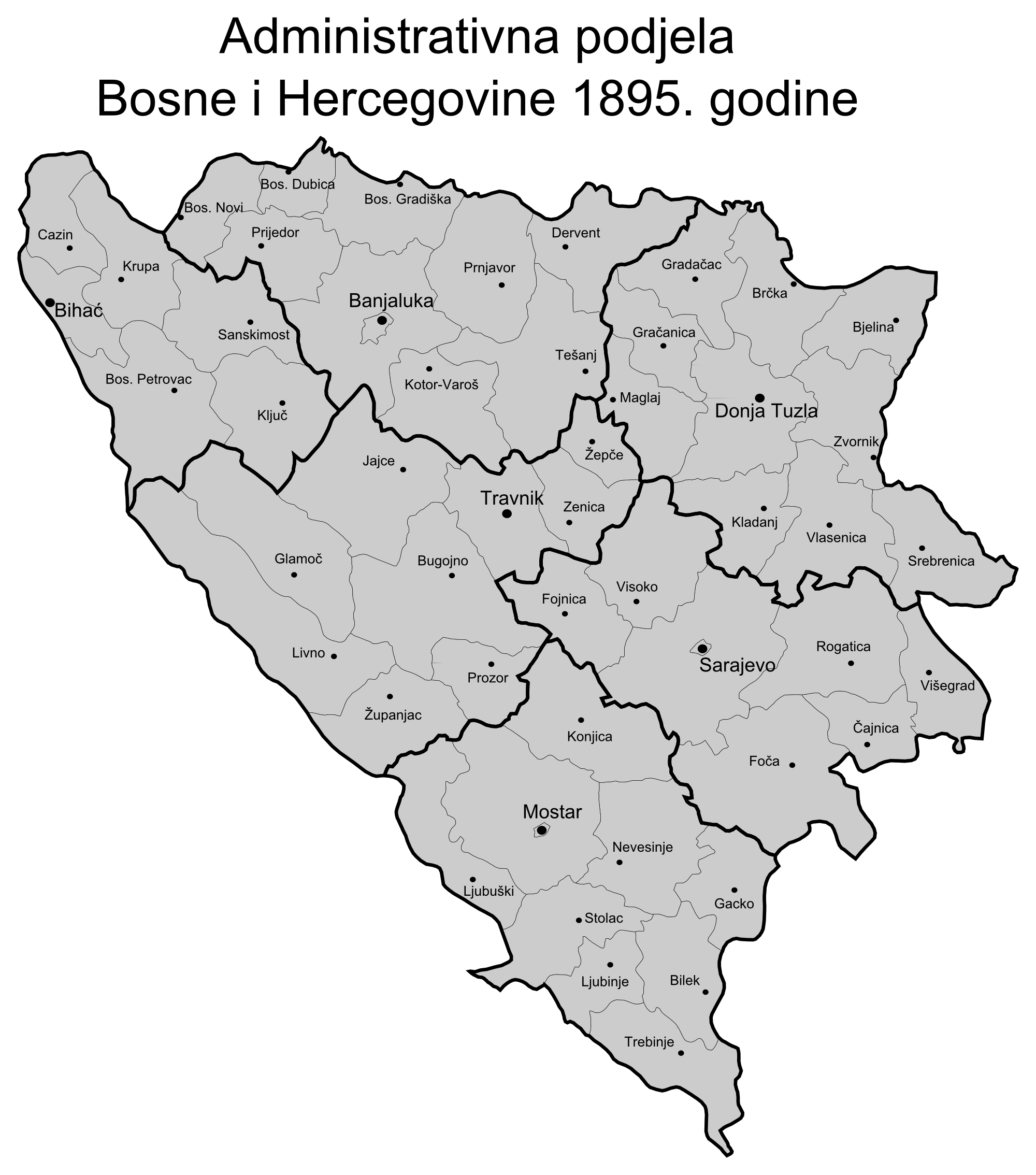
Mapa okruhů v Bosně a Hercegovině (1895)

| Sčítání lidu | Muslimové | Muslimové | Pravoslavní | Pravoslavní | Katolíci | Katolíci | Židé   | Židé | Celkem    |
| Sčítání lidu | počet     | %         | počet       | %           | počet    | %        | počet  | %    | Celkem    |
| ------------ | --------- | --------- | ----------- | ----------- | -------- | -------- | ------ | ---- | --------- |
| 1879         | 448 613   | 38,7%     | 496 485     | 42,9%       | 209 391  | 18,1%    | 3 675  | 0,3% | 1 158 440 |
| 1885         | 492 710   | 36,9%     | 571 250     | 42,8%       | 265 788  | 19,9%    | 5 805  | 0,4% | 1 336 091 |
| 1895         | 548 632   | 35,0%     | 673 246     | 42,9%       | 334 142  | 21,3%    | 8 213  | 0,5% | 1 568 092 |
| 1910         | 612 137   | 32,2%     | 825 418     | 43,5%       | 434 061  | 22,9%    | 11 868 | 0,6% | 1 898 044 |